# Helena Šikolová
Helena Balatková z d. Šikolová (ur. 25 marca 1949 w Jabloncu) – czeska biegaczka narciarska reprezentująca Czechosłowację, brązowa medalistka olimpijska.

## Kariera
Igrzyska w Sapporo w 1972 r. były pierwszymi i zarazem ostatnimi w jej karierze. Osiągnęła tam największy sukces w swojej karierze zdobywając brązowy medal w biegu na 5 kilometrów techniką klasyczną. Wyprzedziły ją jedynie zwyciężczyni Galina Kułakowa ze Związku Radzieckiego oraz druga na mecie Marjatta Kajosmaa z Finlandii. Na tych samych igrzyskach Šikolová zajęła także 7. miejsce w biegu na 10 km stylem klasycznym, a wspólnie z koleżankami z reprezentacji 6. miejsce w sztafecie 3 × 5 km.
W 1970 r. wystartowała na mistrzostwach świata w Wysokich Tatrach. Zajęła tam czwarte miejsce w biegu na 10 km. Walkę o brązowy medal przegrała z Galiną Kułakową. Ponadto wraz z koleżankami zajęła 6. miejsce w sztafecie.
Jest matką czeskiej biegaczki Heleny Erbenovej oraz teściową czeskiego biegacza Lukáša Bauera.

## Osiągnięcia

### Igrzyska olimpijskie
| Miejsce | Dzień     | Rok  | Miejscowość | Konkurencja             | Czas biegu   | Strata       | Zwyciężczyni    |
| ------- | --------- | ---- | ----------- | ----------------------- | ------------ | ------------ | --------------- |
| 7.      | 6 lutego  | 1972 | Sapporo     | 10 km stylem klasycznym | 34:17.82 min | +1:11.51 min | Galina Kułakowa |
| 3.      | 9 lutego  | 1972 | Sapporo     | 5 km stylem klasycznym  | 30:13.41 min | +6.82 s      | Galina Kułakowa |
| 6.      | 12 lutego | 1972 | Sapporo     | Sztafeta 3 × 5 km       | 48:46.15 min | +2:30.01 min | ZSRR            |

### Mistrzostwa świata
| Miejsce | Dzień     | Rok  | Miejscowość  | Konkurencja             | Czas biegu   | Strata       | Zwyciężczyni      |
| ------- | --------- | ---- | ------------ | ----------------------- | ------------ | ------------ | ----------------- |
| 4.      | 18 lutego | 1970 | Vysoké Tatry | 10 km stylem klasycznym | 36:19.00 min | +53.32 s     | Alewtina Oliunina |
| 5.      | 20 lutego | 1970 | Vysoké Tatry | Sztafeta 3 × 5 km       | 54:32.18 min | +2:13.77 min | ZSRR              |